# Kościół katolicki na Nauru

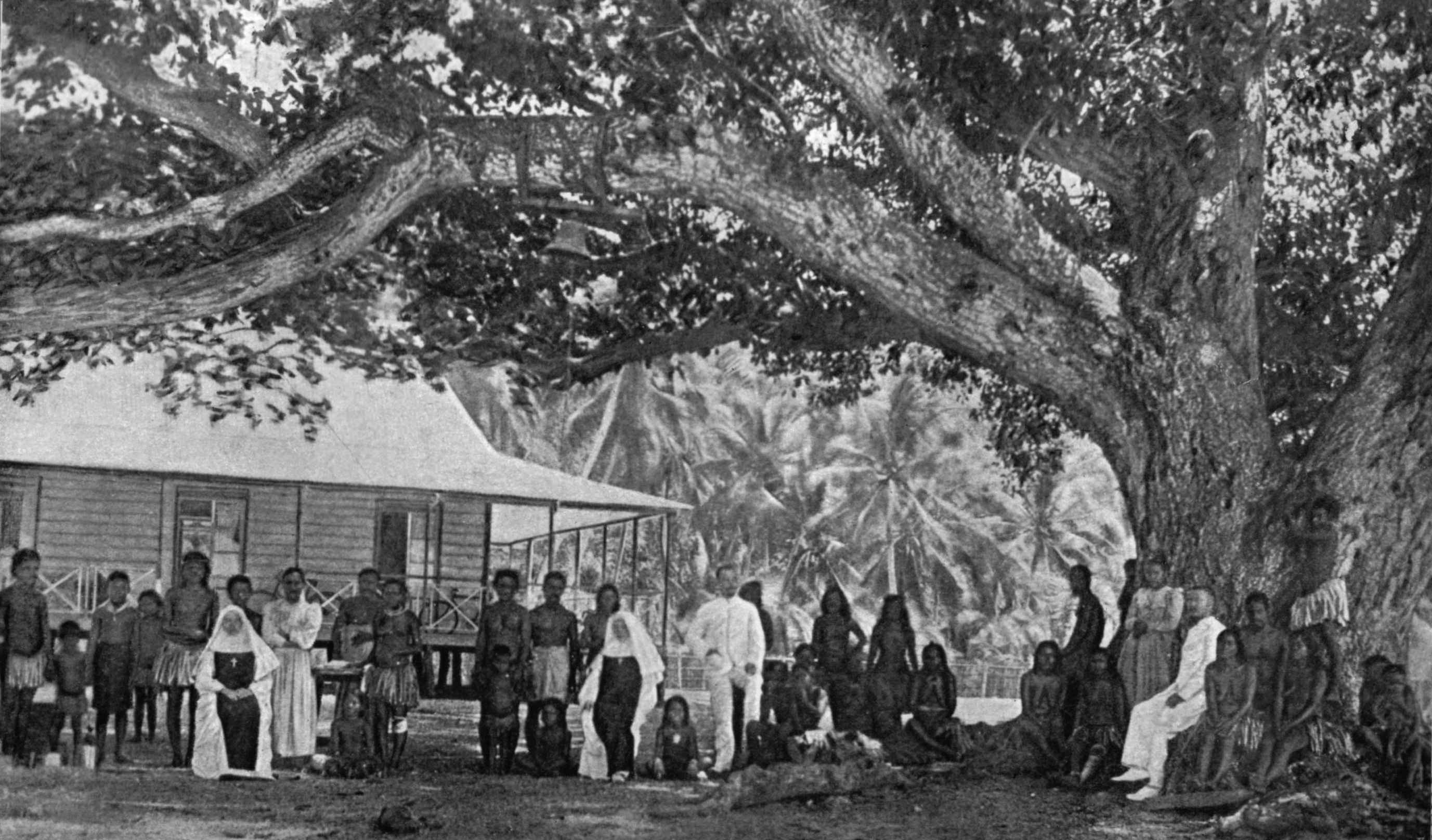
Katolicka Misja, Nauru, 1914 r.

Kościół katolicki na Nauru – wspólnota religijna wyznawców należących do Kościoła rzymskokatolickiego w Nauru.
Nauruańscy katolicy należą do diecezji Tarawy i Nauru z siedzibą na Kiribati. Biskupem tej diecezji jest od 1979 roku Paul Mea.

## Demografia
Według wyników spisu powszechnego z 2002 roku chrześcijaństwo jest największą religią na Nauru. Dominują liczebnie protestanci (Kongregacjonalny Kościół Nauru 35,4%, ponadto anglikanie, metodyści), a katolicyzm jest na drugim miejscu, obejmując ok. 1/3 ludności.

## Historia
Kościół katolicki rozpoczął działalność na Nauru w 1880 roku, gdy na wyspę przybył misjonarz katolicki.
W 2007 roku Kościół katolicki był jedną z trzech organizacji religijnych oficjalnie zarejestrowanych na Nauru.
Według danych z 2008 roku Nauru nadal było obszarem działalności misjonarzy, w tym katolickich.
Oficjalne święta religijne w tej najmniejszej republice świata to Wielkanoc i Boże Narodzenie.